# Lijst van Belgische ministers van Administratieve Vereenvoudiging
Dit is een lijst van Belgische ministers en staatssecretarissen van Administratieve Vereenvoudiging.

## Lijst
|  | Minister | Minister                        | Partij | Partij   | Begin           | Einde            | Titel en bevoegdheid                                                     | Regering(en)                        |
|  | -------- | ------------------------------- | ------ | -------- | --------------- | ---------------- | ------------------------------------------------------------------------ | ----------------------------------- |
|  |          | Alain Zenner (1946)             |        | MR       | 5 mei 2003      | 12 juli 2003     | Staatssecretaris belast met de Vereenvoudiging van de Fiscale Procedures | Verhofstadt I                       |
|  |          | Vincent Van Quickenborne (1973) |        | Open Vld | 12 juli 2003    | 21 december 2007 | Staatssecretaris voor Administratieve Vereenvoudiging                    | Verhofstadt II                      |
|  |          | Hervé Jamar (1965)              |        | MR       | 12 juli 2003    | 12 juli 2007     | Staatssecretaris voor Modernisering van de Financiën                     | Verhofstadt II                      |
|  |          | Peter Vanvelthoven (1962)       |        | sp.a     | 12 juli 2003    | 17 oktober 2005  | Staatssecretaris voor Informatisering van de Staat                       | Verhofstadt II                      |
|  |          |                                 |        |          |                 |                  |                                                                          |                                     |
|  |          | Vincent Van Quickenborne (1973) |        | Open Vld | 20 maart 2008   | 6 december 2011  | Minister van Vereenvoudigen                                              | Leterme I, Van Rompuy I, Leterme II |
|  |          | Olivier Chastel (1964)          |        | MR       | 6 december 2011 | 11 oktober 2014  | Minister van Administratieve Vereenvoudiging                             | Di Rupo I                           |
|  |          | Theo Francken (1978)            |        | N-VA     | 11 oktober 2014 | 9 december 2018  | Staatssecretaris van Administratieve Vereenvoudiging                     | Michel I                            |
|  |          | Philippe De Backer (1978)       |        | Open Vld | 9 december 2018 | 1 oktober 2020   | Minister belast met Administratieve Vereenvoudiging                      | Michel II, Wilmès I, II             |
|  |          | Mathieu Michel (1979)           |        | MR       | 1 oktober 2020  | 3 februari 2025  | Staatssecretaris van Administratieve Vereenvoudiging                     | De Croo I                           |
|  |          | Vincent Van Peteghem (1970)     |        | CD&V     | 3 februari 2025 | heden            | Minister van Administratieve Vereenvoudiging                             | De Wever I                          |